# Geschubde stekelstaart
De geschubde stekelstaart (Cranioleuca muelleri) is een zangvogel uit de familie der ovenvogels (Furnariidae).

## Naamgeving
De vogel werd voor het eerst wetenschappelijk beschreven in 1911 door Carl Eduard Hellmayr. Hij noemde deze soort Cranioleuca muelleri ter ere van de Duitse zoöloog Philipp Ludwig Statius Müller.

## Kenmerken
De geschubde stekelstaart is een 14 tot 16 centimeter lange zangvogel met donkerbruine rug, witachtige buik en roestrood kleurige kruin, staart en vleugels. De keel en borst zijn olijfkleurig en de ogen donker van kleur. Verder heeft deze vogel een lange staart die vaak omhooggehouden wordt.

## Verspreiding en leefgebied
Deze vogel is endemisch in Brazilië en komt enkel voor in de noordelijke staten Amapá, Amazonas en Pará. De natuurlijke habitats zijn laagland gebieden met overstroomde bossen en subtropische of tropische moerassen op een hoogte tot 200 meter boven zeeniveau in het bioom Amazone.

## Status
De grootte van de populatie is niet gekwantificeerd, maar door habitatverlies zijn trends in populatie-aantallen dalend. Om deze redenen staat de geschubde stekelstaart als bedreigd op de Rode Lijst van de IUCN.